# Анджей Тилець
Анджей Тилець (пол. Andrzej Tylec; 5 жовтня 1949 — 11 грудня 1990, Вроцлав) — польський ударник. Виступав між іншим з гуртами Grupa I, Romuald i Roman, Breakout, Немен (Enigmatic), Tramp, Banda i Wanda і коротко з фортепіановим дуетом Marek i Wacek у 1984 році. Помер 11 грудня 1990 року у Вроцлаві. Похований 24 січня 1991 року на Особовицькому кладовищі.

## Платівки, у створенні яких взяв участь[1]
- Muza SXL0624 — Przeboje non stop (Хіти нон-стоп) — березень 1970
- Muza SX1300 — NOL (НЛО) — лютий 1976
- Muza SX2190 — Banda i Wanda — 1983
- Wifon LP071 — Marek i Vacek — листопад 1983
- Muza SX2221 — Mental Cut — квітень 1984
- Muza SX2284 — Hanna Banaszak — 1986
- Muza N0560 — «Romuald i Roman» — 5 травня 1969
- Tonpress S469 — «Hi-Fi / Nie będę Julią» (Hi-Fi / Не буду Юлією) — 1983